# Ursus (distrito de Varsovia)
Ursus es un dzielnica (distrito) de Varsovia. Está en el puesto número catorce de distritos con más habitantes de Varsovia y es uno de los más densamente poblados. El distrito está situado al oeste de la ciudad, siendo el más occidental de Varsovia. Ursus es uno de los distritos más pequeños de Varsovia (junto con Ochota), y también tiene la tasa de criminalidad más baja. 

## Historia
En el área que es hoy Ursus, había tres pueblos en el siglo XIV: Czechowice, Skorosze y Szamoty (más tarde llamado Gołąbki).
Su industrialización ocurrió a medianos del siglo XX y que contribuyó al desarrollo de estos pueblos. Luego se convirtió en sede del municipio de Skorosze, y en los inicios de la década de 1920 se creó la fábrica de constructora de tractores más grande de Polonia; la Ursus, que ocupó la región de Szamoty. Las otras dos regiones, Czechowice y Skorosze, se convirtieron en zonas de viviendas, ocupadas la mayoría por los trabajadores de la fábrica Ursus. En el 1939, antes de la Segunda Guerra Mundial, ya había 7.000 habitantes. Skorosze tiene la escuela, la estación de policía y una estación de tren en su área.
En 1952; Czechowice, Skorosze y Szamoty se combinaron en una ciudad, llamada Czechowice, que en 1954 cambió su nombre por el de "Ursus" por la fábrica. Desde los años 1952 al 1977, fue una ciudad independiente, hasta que se fusionó con Varsovia.